# Polytrichum swartzii
Polytrichum swartzii là một loài Rêu trong họ Polytrichaceae. Loài này được Hartm. miêu tả khoa học đầu tiên năm 1849.